# St. Georg (Steinkirchen)

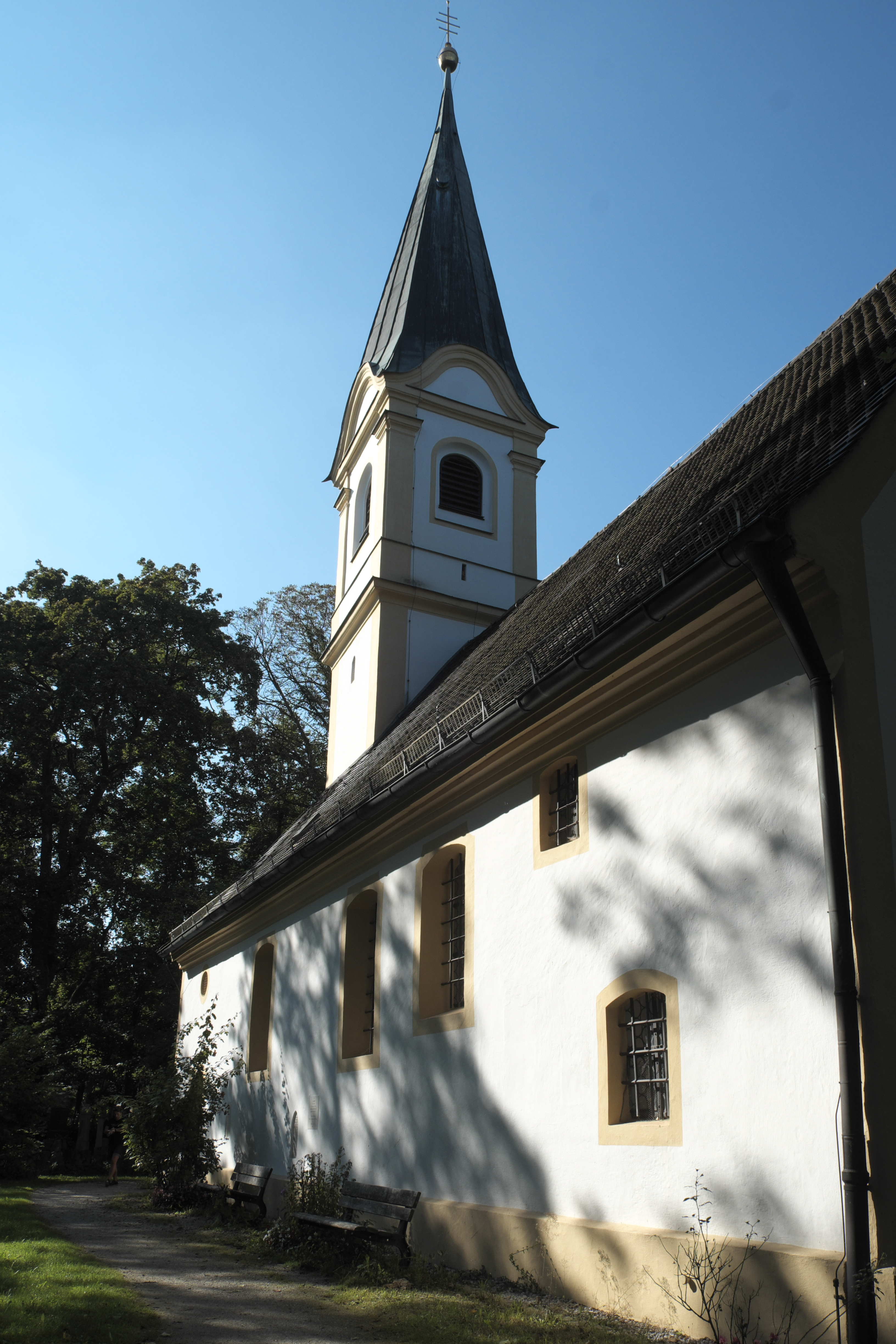
Filialkirche St. Georg

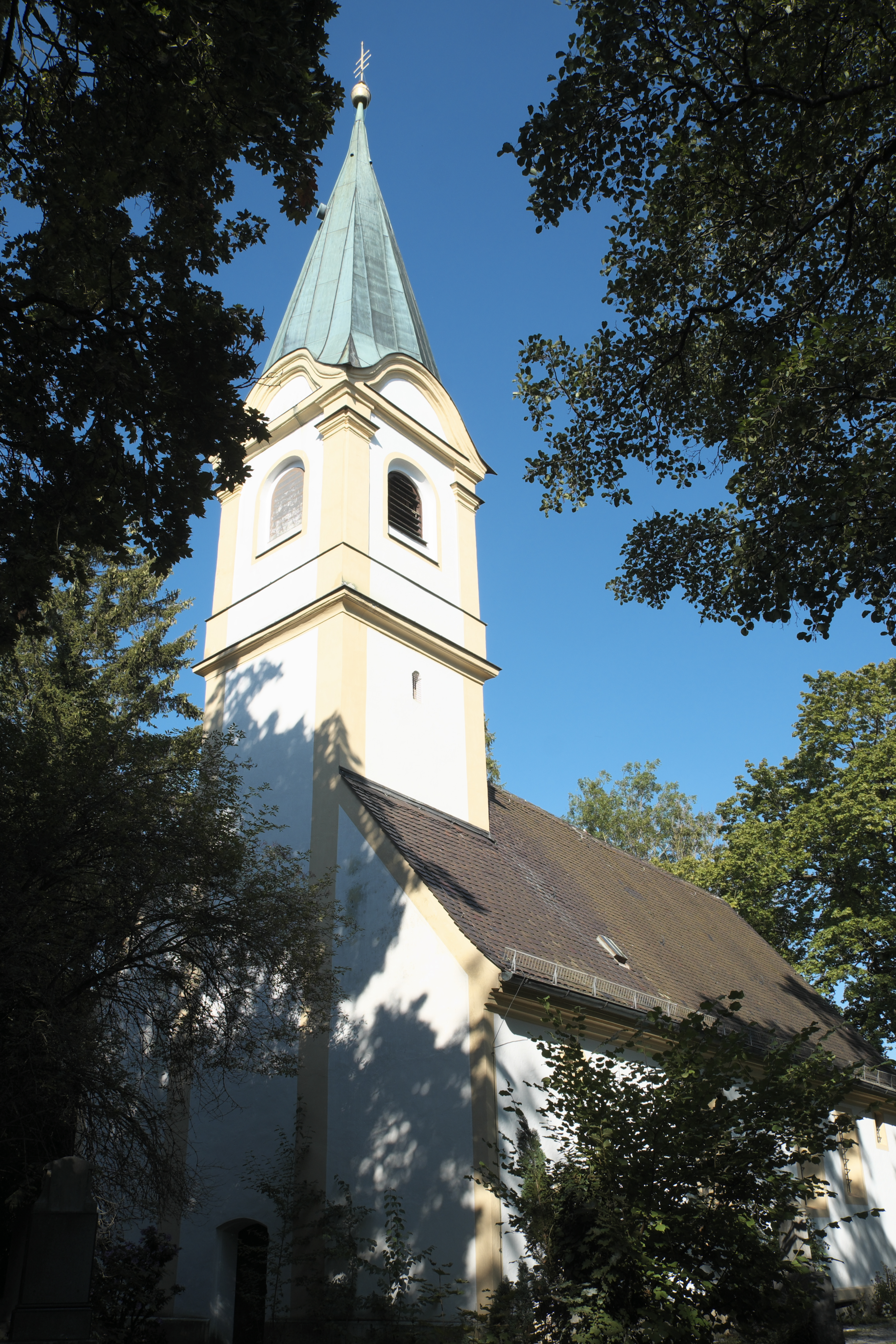
Ansicht von Westen

St. Georg ist eine katholische Kirche in Steinkirchen, einem Ortsteil der Gemeinde Planegg im oberbayerischen Landkreis München. Die Kirche, die an der Stelle eines romanischen Vorgängerbaus in der Mitte des 18. Jahrhunderts im Stil des Spätbarock errichtet wurde, gehört zu den geschützten Baudenkmälern in Bayern.

## Geschichte
Schon 1315 wird eine Filialkirche von Puchheim erwähnt. Als Patron ist seit 1524 der heilige Georg verbürgt. Schon recht früh werden drei Altäre erwähnt. Weil im 18. Jahrhundert wohl schon darüber nachgedacht wurde, eine Pfarrei in Planegg zu gründen, wurden nötige Renovierungen immer wieder aufgeschoben. Als weitere Gründe dafür sind der Österreichische Erbfolgekrieg und der Bau der Wallfahrtskirche Maria Eich zu sehen. Am 24. April 1745 stürzte die alte Kirche ein, die Gottesdienstbesucher, das Allerheiligste und die Altäre konnten jedoch unversehrt aus dem Gebäude gebracht werden.
Bereits am 22. September 1745 wurde der Hofmarksherr Johann Baptist von Ruffini durch ein bischöfliches Schreiben aufgefordert, die Kirche wiederherzurichten. Erst am 11. Juni 1748 wurde der erste Stein für das neue Haus gelegt. Im Jahr darauf war die Kirche fertiggestellt, die Altäre jedoch noch nicht geweiht. Als Grundriss diente der Vorgängerbau, allerdings wurde er zu einem Rechteck ergänzt, so dass nun rechts und links des Altarraumes Platz für die Sakristei entstand. Bis 1891 standen vier Säulen im Kirchenschiff, die später durch Eisenspangen ersetzt wurden. 1764 wurde der Turmaufsatz erneuert und statt des ehemaligen Satteldachs ein Spitzhelm aufgesetzt. Insgesamt hat der Turm eine Höhe von 35,30 Metern. Die feuchte Lage an der Würm machte es immer wieder nötig, die Kirche zu renovieren, so etwa 1861, 1891, 1902, 1939, 1948, 1964, 1982 und zuletzt 2003. 2007 wurde der umgebende aufgelassene Friedhof von der Gemeinde Planegg saniert.
Heute ist die Kirche eine Filiale der Pfarrei St. Elisabeth in Planegg.

## Architektur

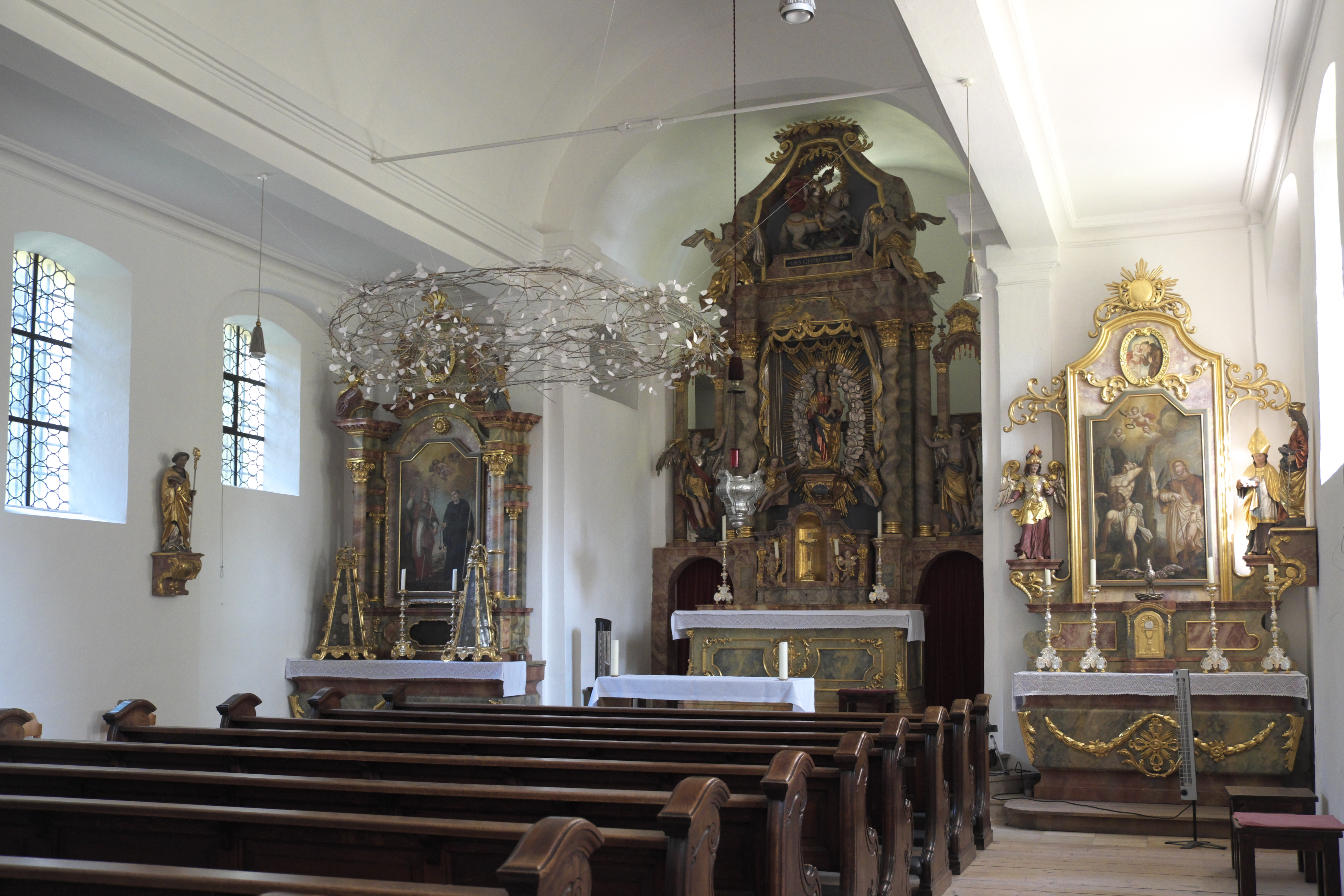
Innenraum

### Außenbau
Vom romanischen Kirchenbau sind noch die Seitenwände des Langhauses, Teile der Apsis und der quadratische Unterbau des Turms erhalten. Der Turm, der an die Westfassade angebaut ist, wird durch Eckpilaster und Gesimse gegliedert und weist auf allen vier Seiten geschwungene Giebel auf. Seitlich des Turms sind ein Vorzeichen und der Aufgang zur Empore angefügt.

### Innenraum
Der Innenraum besteht aus einem einschiffigen Langhaus und einem stark eingezogenen, gerade geschlossenen Chor. Das Langhaus wird in der Breite des Chors mit einem Tonnengewölbe gedeckt, die Seiten sind flach gedeckt.

## Ausstattung

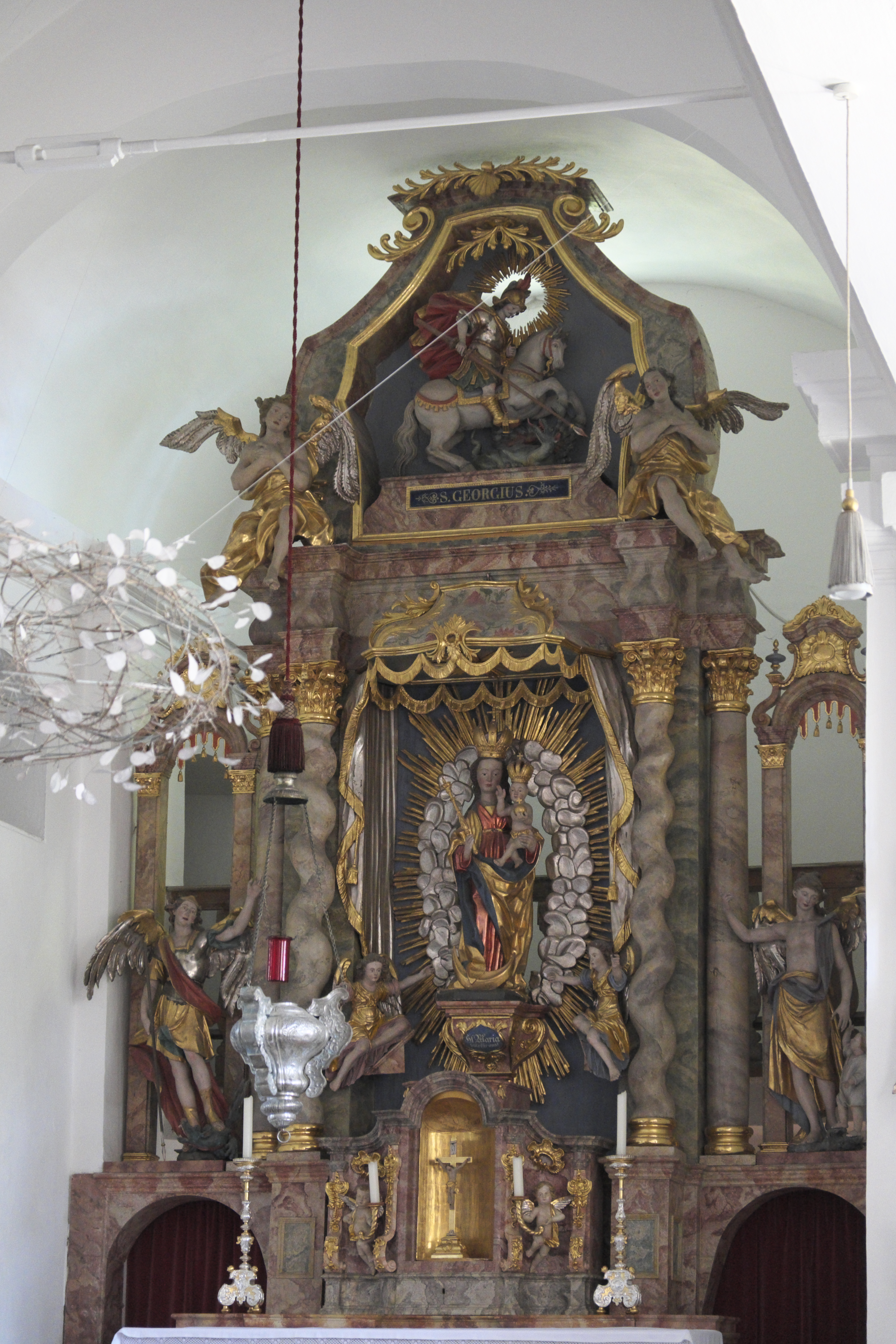
Hochaltar

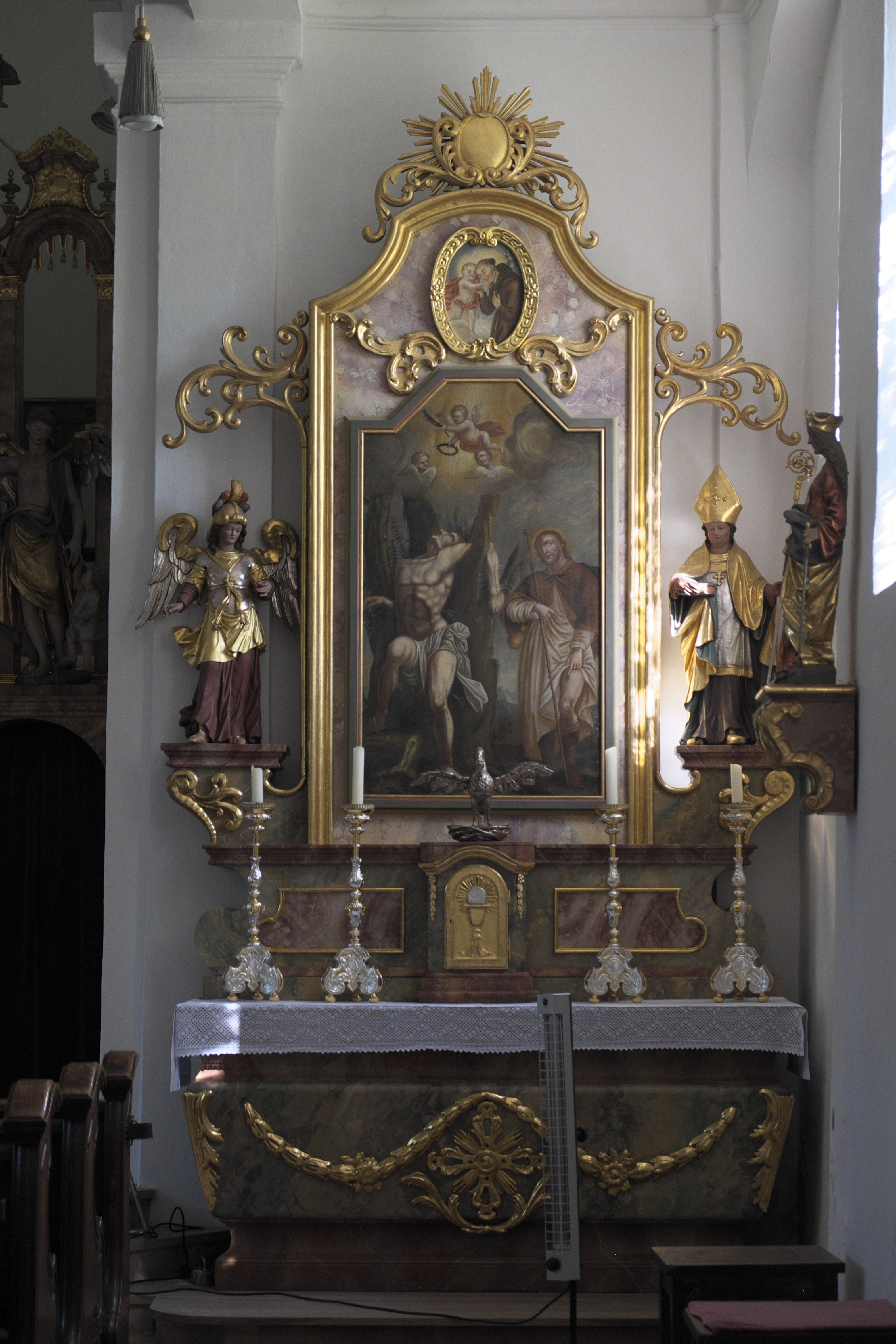
Südlicher Seitenaltar

- Der Hochaltar wurde vor 1768 in der Werkstatt von Johann Baptist Straub wie auch die Figuren des Schutzengels und des Erzengels Michael über den Durchgängen ausgeführt. Im Auszug ist der heilige Georg im Kampf mit dem Drachen dargestellt. Die Madonna im Strahlenkranz in der Mitte des Altars wird in die Zeit um 1500 datiert.
- Der nördliche Seitenaltar stammt aus der Zeit um 1700. Er stand ursprünglich im Regensburger Dom und von 1919 bis 1971 in der Planegger Pfarrkirche. Das Altarblatt mit der Darstellung des heiligen Silvester und des heiligen Leonhard wurde 1717 von Joseph Schwaiger gemalt.
- Der südliche Seitenaltar wurde 1948 geschaffen. Das Altarbild stellt den heiligen Sebastian und den heiligen Rochus dar. Es wurde in der Mitte des 18. Jahrhunderts von Franz Xaver Anton Günther, dem Onkel von Ignaz Günther, ausgeführt.
- Die Figuren des heiligen Leonhard und der heiligen Katharina oder Barbara werden in das Ende des 15. Jahrhunderts datiert.

## Grabsteine
In die Außenmauern und in die Wände im Innenraum sind Grabsteine eingelassen. Auf dem Grabstein für Maria Lung († 1585) ist die Verstorbene vor dem Kreuz kniend dargestellt. Auf dem Rotmarmorepitaph für Hans Lung († 1604) ist der Verstorbene in Ganzfigur und in Rüstung gekleidet dargestellt.

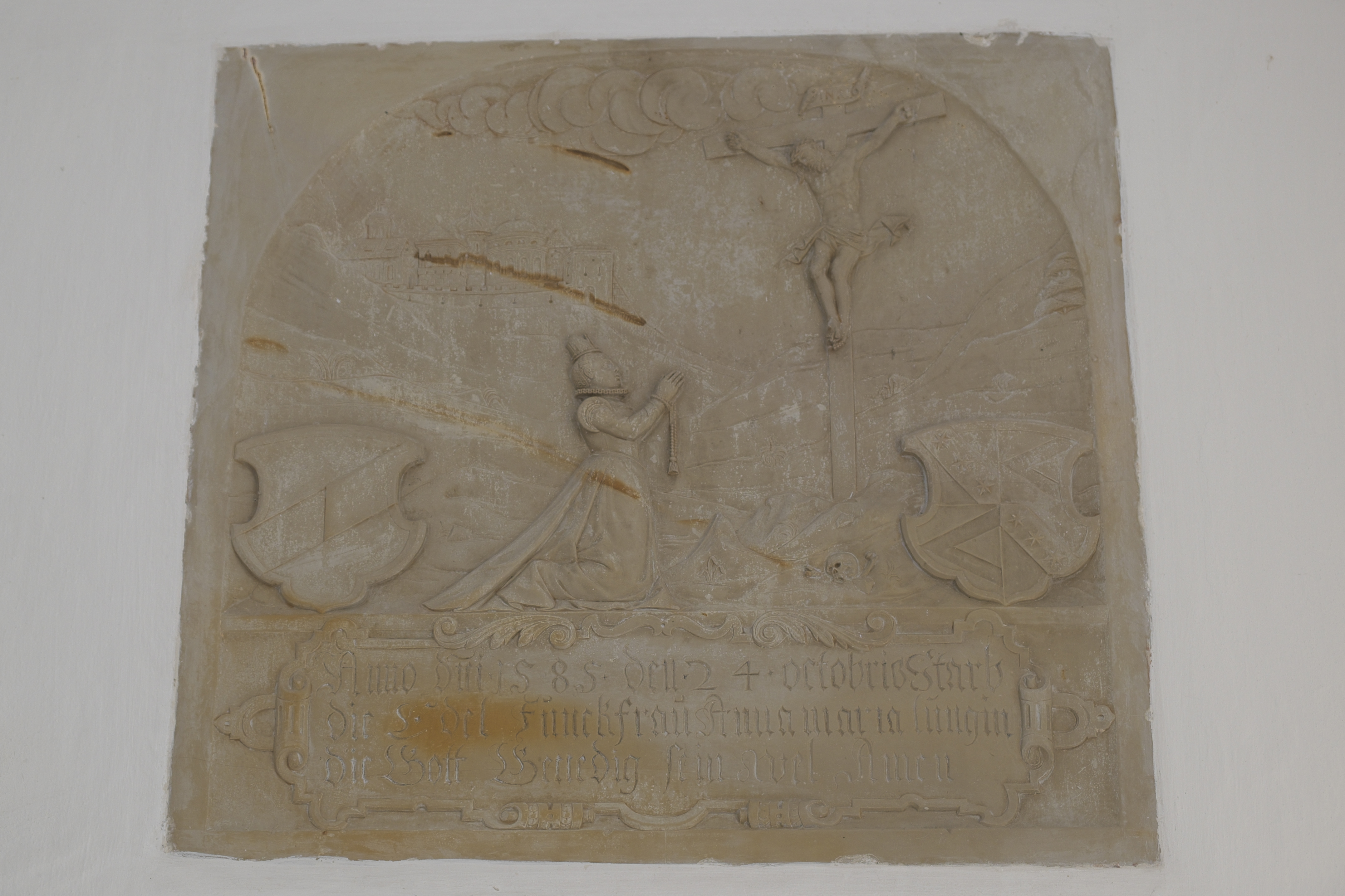
Grabstein für Maria Lung († 1585)
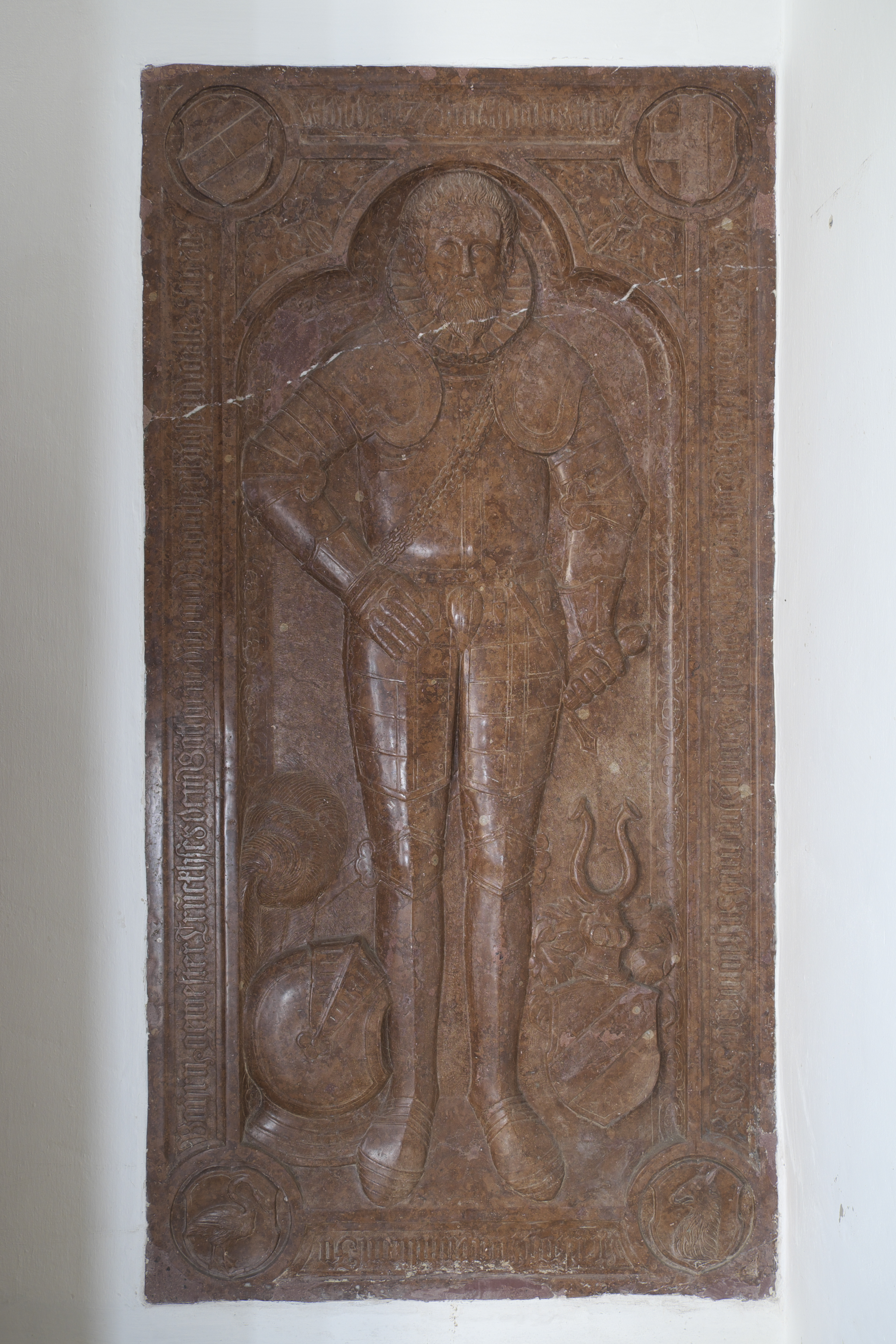
Rotmarmorepitaph für Hans Lung († 1604)
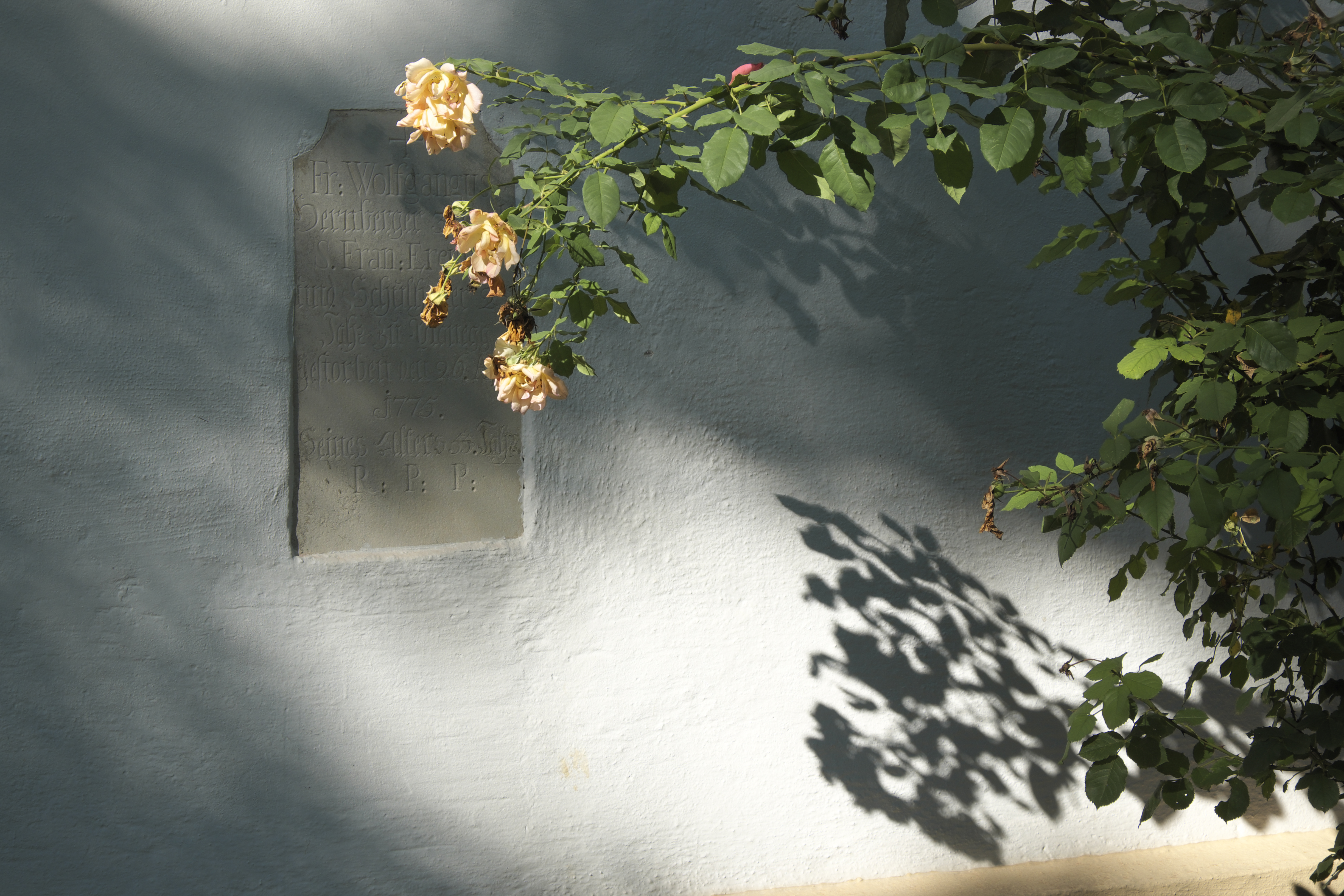
Grabstein an der Außenmauer